# 40007 Vieuxtemps
40007 Vieuxtemps este un asteroid din centura principală de asteroizi.

## Descriere
40007 Vieuxtemps este un asteroid din centura principală de asteroizi. A fost descoperit pe 25 aprilie 1998 la Observatorul La Silla de Eric Walter Elst. Asteroidul prezintă o orbită caracterizată de o semiaxă mare de 2,67 ua, o excentricitate de 0,15 și o înclinație de 9,7° în raport cu ecliptica.